# Michael Townsend (Admiral)
Michael Southcote Townsend (* 18. Juni 1908; † 1984) war ein hochdekorierter englischer Admiral.

## Leben

### Herkunft
Michael Townsend war ein Sohn des Colonels Edward Copleston Townsend (1864–1937), welcher ein Sohn vom Generalarzt Edmond Townsend war und in Indien gekämpft hatte, und Gladys Hatt-Cook. Sein Bruder war der spätere Jagdflieger und Schriftsteller Peter Townsend.

### Werdegang
Er wurde am Royal Naval College in Dartmouth ausgebildet. Am 16. Juni 1929 wurde er Sub-Lieutenant und Ende 1931 Lieutnant. Von Ende August 1939 bis Mitte 1941 kommandierte er den Zerstörer Viscount und wurde zum Lieutenant Commander befördert. Im Juni 1941 übernahm er den neu in Dienst gestellten Geleitzerstörer Badsworth und blieb dort bis Januar 1942. Es folgte bis März 1943 sein Wechsel als Kommandant auf die Kelvin, welcher im Mittelmeer agierte und am 22. März 1942 am Seegefecht im Golf von Syrte beteiligt war.
Townsend kommandierte als Commander von August 1944 bis Ende Dezember 1945 den Zerstörer Barfleur. Nach dem Krieg blieb er in der britischen Marien und erhielt am 30. Juni 1947 seine Beförderung zum Captain. 1949 war er Chief Staff Officer der British Naval Mission in Griechenland.
Ab Oktober 1962 diente er als Admirality Officer in Wales. Anfang Juli 1956 wurde er Rear Admiral. Von da an war er für zwei Jahre im First Admirality Interview Board. Von 1958 bis 1961 war er Commander der Allied Naval Forces Northern Europe in Oslo. Anschließend ging er zu Juli 1961 in den Ruhestand.
Er wurde u. a. 1940 mit dem OBE und im gleichen Jahr mit dem DSC, wofür er im darauffolgenden Jahr auch die Spange erhielt, 1942 mit dem DSO und 1959 mit dem CB ausgezeichnet.

### Familie
Ab Mitte Dezember 1932 war er mit Joan Pendrill Charles (* 1911) verheiratet.